# Список мостів Азербайджану
У цьому списку мостів Азербайджану перелічені мости, що мають особливий історичний, мальовничий, архітектурний та інженерний інтерес. Дорожні та залізничні мости, віадуки, акведукти та пішохідні мости включені.

## Історичні мости
| Назва                      | Місцевість           | Дата            | Зображення | Примітки                                             |
| -------------------------- | -------------------- | --------------- | ---------- | ---------------------------------------------------- |
| Червоний міст              | Ґазахський район     | XI століття     |            | Розташований на кордоні з Грузією, через річку Храмі |
| Перший Худаферинський міст | Джебраїльський район | XI століття     |            | Розташований на кордоні з Іраном, через річку Аракс  |
| Другий Худаферинський міст | Джебраїльський район | XIII століття   |            | Розташований на кордоні з Іраном, через річку Аракс  |
| Улу Кьорпю                 | Ґахський район       | XIX-XX століття |            | Через річку Курмухчай за 2 км від села Ілісу         |

## Сучасні мости
| Назва          | Місцевість        | Дата | Зображення | Примітки                                                                                                  |
| -------------- | ----------------- | ---- | ---------- | --- |
| Канатний міст  | Баку              | 2012 |            | Перетинаючи шосе аеропорту Баку (40°25′23″ пн. ш. 49°55′13″ сх. д. / 40.422966° пн. ш. 49.920263° сх. д.) |
| Умутський міст | Садарацький район | 1992 |            | Розташований на кордоні з Туреччиною, через річку Аракс                                                   |